# Sverigedemokraterna från insidan
Sverigedemokraterna från insidan är en svensk bok (samhällsreportage), som utkom 2004. Huvudförfattare är Richard Slätt. Till medförfattarna räknas Stieg Larsson, Mikael Ekman, David Lagerlöf och Daniel Poohl. Boken tillkom sedan före detta sverigedemokraten Tommy Funebo försett stiftelsen Expo med en mängd interna partidokument.